# Eva Briegel
Eva Briegel (Leonberg, 3 dicembre 1978) è una musicista e cantante tedesca, membro della rock band Juli.

## Biografia
La famiglia di Eva Briegel visse prima a Böblingen, prima di trasferirsi nel 1982 a Langgöns (Mittelhessen). Eva è cresciuta lì con suo fratello maggiore e i suoi genitori. Ha superato l'Abitur, equivalente al diploma di maturità, nel 1998.
Eva canta già durante il suo ultimo anno di scuola in diversi gruppi, pianifica persino una carriera musicale, ma è comunque iscritta a studiare a Heidelberg e poi alla Justus-Liebig-Universität a Gießen. Oltre ai suoi studi, lavora in un bar e vende PC.
Dalla casa di produzione Goodwell Music, nel 2000 raggiunse il gruppo Sunnyglade che stava cercando un sostituto per l'ex cantante, Miriam Adameit. Grazie al nuovo nome della band (Juli nel 2001) l'uguaglianza dei membri è stata rafforzata così tanto che dopo il successo del loro primo singolo Perfekte Welle e l'album Es ist Juli, è stata spesso citata nei media « Juli e la sua band » (Eva ha partecipato attivamente alla creazione di 7 canzoni sui 12 album). Il nuovo album, Ein neuer Tag è stato pubblicato nell'ottobre 2006.

## Altre attività
- Vegetariana convinta, suona in una campagna PETA nel dicembre 2006.
- Supporta anche attraverso concerti e tournée una campagna ambientale che pianta alberi a Panama per compensare l'emissione di gas serra.

## Discografia
- Uscite (classifica tedesca delle classifiche) in Germania:
  - Titolo "Perfekte Welle" (2)
  - Titolo "Geile Zeit" (19)
  - Titolo "Regen und Meer" (31)
  - Titolo "Warum" (47)
  - Titolo "Dieses Leben" (5)
  - Primo Album "Es ist Juli" (2)
  - Secondo Album "Ein neuer Tag" (1)
  - Primo Album "In Love"
- Vincitori del Bundesvision Song Contest il 12 febbraio 2005
- Bambi nella categoria "Musica nazionale" il 30 novembre 2006
- "Eins Live Krone" (Premio Radio) nella categoria "Migliore Band"